# Молодая Екатерина
«Молодая Екатерина» (англ. Young Catherine) — двухсерийный телефильм режиссёра Майкла Андерсона, вышедший на экраны в 1991 году.

## Сюжет
1744 год. Действие картины начинается в маленьком германском княжестве, где мы знакомимся с немецкой принцессой Софией Августой Фредерикой. Её привозят в Российскую Империю, где заставляют принять православие и дают новое имя «Екатерина Алексеевна». Роскошь и величие северной столицы, интриги, любовь и унижение — все это ещё впереди. Через все это проходит юная прусская принцесса.
1745 год. «Екатерину Алексеевну» венчают с немецким наследником российского престола Карлом Петером Ульрихом, которому ранее тоже уже дали православное имя «Пётр Фёдорович». Но со временем оказалось, что он не в состоянии зачать ребёнка.
1754 год. Екатерина ищет утешения и помощи у любимого гвардейца — графа Григория Орлова. От него она рожает сына, которого выдаёт за сына «от Пётра Фёдоровича».
1762 год. После смерти правившей тётки Елизаветы, Пётр Фёдорович становится императором Петром III. Но Екатерина при помощи братьев Орловых совершает дворцовый переворот и сама становится императрицей Российской Империи Екатериной II.

## В ролях
- Джулия Ормонд — София Августа Фредерика, «Екатерина Алексеевна», Екатерина II
- Ванесса Редгрейв — императрица Елизавета
- Рис Динсдэйл — Карл Петер Ульрих, «Пётр Фёдорович», Пётр III
- Джон Шрапнел — архимандрит Тодорский
- Марк Френкел — граф Григорий Орлов
- Рори Эдвардс — Алексей Орлов
- Франко Неро — граф Воронцов
- Анна Канакис — графиня Воронцова
- Кэтрин Шлезингер — Елизавета Воронцова
- Лори Холден — княгиня Дашкова
- Николай Лавров — доктор
- Леонид Максимов — офицер
- Кристофер Пламмер — сэр Чарльз Уильямс, английский посол
- Максимилиан Шелл — Фридрих Великий
- Марта Келлер — Иоганна, мать Екатерины
- Хартмут Беккер — отец Екатерины
- Анатолий Пидгородецкий — дублёр Р. Динсдэйла
- Александр Сластин — прусский мажордом

## Награды и номинации
- 1991 — две номинации на премию «Эмми»: лучшие костюмы для мини-сериала (Лариса Конникова), лучшая актриса второго плана в мини-сериале (Ванесса Редгрейв).